# Joaquim Levy
Pour les articles homonymes, voir Levy.
Joaquim Vieira Ferreira Levy, né le 17 février 1961 à Rio de Janeiro, est un économiste brésilien, président de Bradesco Asset Management, une filiale de Bradesco, deuxième banque privée du pays. Au lendemain des élections présidentielles de 2014 il est nommé ministre des Finances par Dilma Rousseff, poste qu'il occupe jusqu'en 2015. 
Il succède à compter du 1er février 2016 à Bertrand Badré comme directeur général et directeur financier du Groupe de la Banque mondiale. 

## Biographie
Levy est titulaire d'un doctorat en économie de l'université de Chicago (1992), une maîtrise en économie de l'institut Fundação Getúlio Vargas (1987) et est diplômé en architecture navale et génie maritime de l'université fédérale de Rio de Janeiro.
Il a travaillé au FMI de 1992 à 1999. Il a été vice président de la Banque interaméricaine de développement, puis secrétaire des finances de l'État de Rio de Janeiro
En janvier 2003 il est nommé secrétaire au Trésor par le président Lula, poste qu'il occupe jusqu'en 2006. Il n'a toutefois jamais été membre du Parti des travailleurs.
De 2010 à novembre 2014, Joaquim Levy est président de Bradesco Asset Management mais quitte ses fonctions dès sa nomination au ministère des Finances, en 2015. À ce poste, il mène le virage austéritaire, décidé par la présidente, afin de réduire les déficits, coupant pour cela dans les dépenses sociales (notamment le programme phare de son prédécesseur Lula, « Bolsa Familia »), d'éducation et l'investissement.
Fin 2015, il est remplacé par Nelson Barbosa.